# A Revolta (1925)
A Revolta (1925) foi um jornal brasileiro, fundado em 1925 no município de Bagé, estado do Rio Grande do Sul. Foi um dos vários periódicos representantes da imprensa negra na cidade.

## História

### Nomenclatura
Como sugere José Antonio dos Santos, o nome A Revolta carrega um teor messiânico e transformador da realidade. Segundo o autor, os nomes de diversos periódicos da época carregam significados que vão além dos seus nomes, representando ideias presentes nas disputas de poder dentro do contexto racial.

#### Figuras associadas e linha editorial
Em 1925, seu redator e secretário era João Dutra, figura também associada aos jornais O Rouxinol e O Boato.
Inicialmente, o jornal foi publicado como um periódico do movimento operário local da cidade de Bagé. Em sua linha editorial, priorizavam-se tópicos como a instrução dos negros em Bagé como um meio para elevar a imagem da coletividade negra, duramente atingida no pós-abolição. Foi um dos jornais que mais promoveu a importância da alfabetização e da luta contra as desigualdades raciais. Os redatores e proprietários entendiam que a luta pela dita elevação da raça passava por educação e instrução.

Em uma coluna, o periódico aborda a questão da instrução primária e da criação de escolas para a população negra. De acordo com este, a luta da coletividade negra deveria ser em torno do:
Amor ao trabalho, guerra tenaz e desenfreada ao analfabetismo e ao vício, união laboriosa e fecunda dos nossos ideais para a elevação de nossa raça, instituindo escolas primárias, fundando sociedades, verdadeiros centros de civismo, de labor, amparo e desenvolvimento physicose intelectuais [...] (A Revolta, 1925, p. 1).
O editorial do A Revolta faz referência à Princesa Isabel como “A Redentora” em coluna que aborda o 13 de maio. Outros jornais de imprensa negra, observados por Gomes, possuíam características similares como o autor bem pontua:
Paradoxalmente, a referência à ignominia da escravidão surgia mesclada às homenagens prestadas aos abolicionistas e à Princesa Isabel, a “Redentora”. Esses periódicos não eram apenas denúncias. Numa perspectiva quase pedagógica, traziam matérias exaltando abolicionistas. 

## "A Revolta" no contexto da Imprensa Negra em Bagé
Após o período de escravidão, grupos de movimentos sociais negros de diferentes localidades do Brasil começaram a organizar periódicos, jornais e impressos para circularem entre a comunidade, com o objetivo de valorizar os espaços que ocupavam, seja na esfera pública ou privada. Bagé teve muita presença desse tipo de imprensa do qual "A Revolta" fazia parte, em especial partindo da construção de projetos de clubes e associações negras. Era a principal forma de pensadores e intelectuais negros se comunicarem com a sua população, entre eles pessoas como Pedro Paula de Oliveira, Loreto do Patrocínio, Pinto Amando e o próprio João Dutra.
Junto de “A Revolta”, alguns outros periódicos da época e região foram: O Rio Branco (1913), A Liberdade (1919), A Defeza (1920), O Palmeira (1922; 1927, 1949, 1952), O Rouxinol (1924), O Teimoso (1928), O Boato (1929), Lampeão (1934), A Tesoura (1935), O Arauto (1936), Socega Leão (1937; 1939) e O 28 de Setembro (1937, 1938, 1939). Estes jornais, além de valorizarem o negro como raça e indivíduo, também serviam para monitorar o comportamento da população e ditar os bons costumes da época, especialmente para as mulheres negras.

## Preservação
Alguns periódicos do jornal se encontram arquivados e disponíveis para pesquisa pública no acervo do Museu Dom Diogo de Souza, em Bagé, mediante reserva dos títulos. Não há registro de versões digitalizadas à disposição.